# Ludynia
Ludynia – wieś sołecka w Polsce położona w województwie świętokrzyskim, w powiecie włoszczowskim, w gminie Krasocin.
| SIMC    | Nazwa        | Rodzaj      |
| ------- | ------------ | ----------- |
| 0245888 | Dwór         | część wsi   |
| 0245894 | Podrzujszcze | przysiółek  |
| 0245902 | Zagórnica    | osada leśna |
| 0245919 | Zakrze       | osada leśna |

W latach 1975–1998 miejscowość administracyjnie należała do województwa kieleckiego.
Miejscowość związana z działalnością braci polskich. W Ludyni znajduje się zbór wspólnoty ufundowany przez Stanisława Szafrańca. Józef Szymański w pracy Szlakiem Braci Polskich, twierdzi że w 1962 był to jeden z dwóch byłych zborów najlepiej zachowanych na Kielecczyźnie, tzn. najmniej przebudowywany.

## Zabytki
- Dwór drewniano-murowany z II poł. XVIII w. Ostatnim przed parcelacją i nacjonalizacją właścicielem był Jan Kowalski. Od 1979 dwór wraz z parkiem był własnością Góreckich, a od 1997 Gieżyńskich. Kręcono tutaj zdjęcia do filmu „Przedwiośnie”[9] – „dwór w Nawłoci”.
- Zbór braci polskich, w późniejszym okresie lamus dworski, murowany, wybudowany w poł. XVI w.
- Kaplica
- Cmentarz wojskowy z I wojny światowej.